# Von Amts wegen
Der Ausdruck von Amts wegen, abgekürzt v. A. w., oder ex officio, abgekürzt e. o., bedeutet, dass jemand kraft eines ihm übertragenen Amtes bestimmte Funktionen, Befugnisse oder Vollmachten innehat oder wahrnimmt oder dass eine Behörde oder ein Gericht eine bestimmte Verwaltungshandlung oder Verfahrenshandlung ohne Antrag oder sonstige verfahrenseinleitende Maßnahmen von sich aus im Amtsbetrieb vornimmt. In der österreichischen Rechtssprache werden auch das Adjektiv bzw. Adverb amtswegig und das Substantiv Amtswegigkeit verwendet. Im Strafrecht wird die Tatsache, dass die Verfolgung bestimmter Straftaten (Offizialdelikte) von Amts wegen durch den Staat zu erfolgen hat, als Offizialprinzip oder Offizialmaxime bezeichnet.

## Funktionen ex officio
Weltweit ist es sehr verbreitet, dass mit einem bestimmten Amt zusätzliche Mandate oder Funktionen ohne besondere Berufung verbunden sind. So ist der Papst seit den Lateranverträgen von Amts wegen das Staatsoberhaupt des Vatikans. Der Bischof von Urgell und der Staatspräsident Frankreichs sind ihres Amtes wegen Staatsoberhaupt von Andorra. Der Vizepräsident der USA ist ex officio Präsident des Senats. Die gleiche Regelung gilt für die meisten Vizegouverneure der Bundesstaaten, die von Amts wegen den jeweiligen Staatssenaten vorsitzen. In Polen hat der Parlamentspräsident (Sejmmarschall) gemäß Artikel 114 der Verfassung vom 2. April 1997 von Amts wegen den Vorsitz der Nationalversammlung inne.
In Deutschland ist der Präsident des Bundesrates nach Art. 57 GG von Amts wegen Vertreter des Bundespräsidenten. Der amtierende Bundestagspräsident hat von Amts wegen die Aufgabe, die Bundesversammlung einzuberufen (§ 1 BPräsWahlG), deren Sitzungen zu leiten (§ 8 BPräsWahlG) und die Versammlung nach der Wahl des Bundespräsidenten für beendet zu erklären (§ 9 Abs. 5 BPräsWahlG). Auch können Gesetz oder Satzung vorsehen, dass bestimmte Amtsträger kraft ihres Amtes automatisch Funktionen in Gremien oder Organen anderer Behörden oder Organisationen wahrzunehmen haben, ohne dass sie hierfür besonders gewählt oder berufen werden müssen. Sie werden dort als „geborene Mitglieder“ bezeichnet. Zum Beispiel ist der Oberbürgermeister von Köln gemäß der Satzung der Roten Funken von Amts wegen Mitglied ihres aktiven Corps. Auch im nicht politischen Bereich sind geborene Mandate oder Mitgliedschaften üblich; Grund ist oft die Einflussnahme mittels Stimmrecht. Deshalb muss etwa der Vorsitzende des Verwaltungsrats einer Sparkasse nach den in Deutschland üblichen Sparkassengesetzen regelmäßig der Vertretung des kommunalen Trägers angehören.

## Deutschland
Im deutschen Rechtswesen gilt in der Regel der Antragsgrundsatz, wonach Behörden nur tätig werden, wenn jemand einen Antrag stellt. Dieses Prinzip wird jedoch vielfach durchbrochen, wenn Gesetz oder Rechtsprechung ein Eingreifen von Amts wegen verlangen. Dann dürfen die Behörden nicht auf das Vorbringen der Beteiligten warten, sondern müssen umfassende eigene Nachforschungen anstellen, um einen bestimmten Sachverhalt vollständig zu ermitteln. Dabei sind sie nicht an das Vorbringen oder die Beweisanträge der Beteiligten gebunden. Für die dem Amtsermittlungsgrundsatz unterliegenden Verfahren ist es kennzeichnend, dass eine Behörde die notwendigen Tatsachen aus eigenem Antrieb beschaffen muss. Der Amtsermittlungsgrundsatz ist insbesondere in Verfahrensordnungen der folgenden Bereiche vorgesehen:
- In der Freiwilligen Gerichtsbarkeit (§ 26 FamFG)
- Im Verwaltungsverfahren (§ 24 VwVfG) bzw. im Verwaltungsprozess (§ 86 VwGO)
- Im Strafprozess (§ 160 Abs. 2, § 163 und § 155 Abs. 2 StPO)
- Im Steuerverfahren (§ 88 AO)
- In der Sozialgerichtsbarkeit (§ 103 SGG)

### Zivilprozessrecht
Das Zivilprozessrecht wird vom Beibringungsgrundsatz beherrscht, wonach die Parteien zur Darlegung des Sachverhalts und zur etwaigen Beibringung von Beweisen verpflichtet sind. Dennoch ist der Amtsermittlungsgrundsatz dem Zivilprozessrecht nicht ganz unbekannt. Sofern das öffentliche Interesse am Streitgegenstand eine umfassende Sachaufklärung gebietet, etwa in Ehe-, Kindschafts- und Betreuungssachen, tritt an die Stelle des Verhandlungs- oder Beibringungsgrundsatzes der Amtsermittlungsgrundsatz.
Gerichte werden im Zivilprozess nur ausnahmsweise von Amts wegen tätig. Nach § 56 Abs. 1 ZPO hat das Gericht einen Mangel der Parteifähigkeit, der Prozessfähigkeit, der Legitimation eines gesetzlichen Vertreters und der erforderlichen Ermächtigung zur Prozessführung von Amts wegen zu berücksichtigen. Falls der Richter mangels eigener Sachkunde der Unterstützung durch einen Sachverständigen bedarf (§ 144 ZPO), kann das Gericht einen Sachverständigenbeweis auch von Amts wegen erheben. Über die Verpflichtung, welche Partei die Prozesskosten zu tragen hat, muss das Gericht im Urteil ebenfalls von Amts wegen befinden (§ 308 Abs. 2 ZPO).  Auch ohne Antrag einer Partei und ohne Rücksicht auf die Beweislast kann das Gericht, wenn das Ergebnis der Verhandlungen und einer etwaigen Beweisaufnahme nicht ausreicht, um seine Überzeugung von der Wahrheit oder Unwahrheit einer zu erweisenden Tatsache zu begründen, die Vernehmung einer Partei oder beider Parteien „ex officio“ anordnen (§ 449 ZPO). Das Gericht kann nach pflichtgemäßem Ermessen von Amts wegen eine Partei unabhängig von der Beweislast vernehmen, wenn die bestrittene Behauptung schon fast bewiesen ist und die Parteivernehmung nur noch letzte Zweifel beseitigen soll (§ 448 ZPO).

### Registerrecht
Im Registerrecht ist für Handels-, Vereins-, Partnerschafts-, Güterrechtsregister und Grundbuch vorgesehen, dass die Registergerichte neben dem Antragsprinzip auch eigene Amtsermittlungen aufzunehmen haben, um die Richtigkeit der registerlichen Eintragungen zu gewährleisten. In § 26 FamFG wird von den Registergerichten verlangt, dass sie Eintragungsanträge auf ihre formelle und materielle Richtigkeit überprüfen und ggf. im Wege der Amtsermittlung eigene Nachforschungen anstellen müssen. Eigene Nachforschungen sind erforderlich, wenn das Registergericht bei Prüfung einer einzutragenden Anmeldung zum Schluss kommt, dass der Antrag nicht den Tatsachen entspricht. Insbesondere hat das Gericht von Amts wegen die erforderlichen Ermittlungen aufzunehmen und kann in diesem Zusammenhang die Anmeldung einer Firmenlöschung z. B. dem Finanzamt zur Stellungnahme zuleiten, ob die Liquidationsabschlussbilanz vorgelegt wurde und die steuerliche Veranlagung abgeschlossen ist. Im Grundbuchrecht ergibt sich amtlicher Bedarf zur Berichtigung des Grundbuchs nach Maßgabe des § 82a GBO, Amtslöschungen sind nach § 84 GBO vorzunehmen. Erlischt die am Grundstück lastende Dienstbarkeit an einer Wohnungseigentums-Einheit durch Zuschlag in der Zwangsversteigerung, so erlischt sie am ganzen Grundstück und ist auf den anderen Einheiten als inhaltlich unzulässig im Sinne des § 53 Abs. 1 Satz 2 GBO von Amts wegen zu löschen.

### Verwaltungsrecht
Auch in vielen Gebieten des Verwaltungsrechtes gilt der Amtsermittlungsgrundsatz. Im Verwaltungsverfahren sind die Behörden verpflichtet, Sachverhalte von Amts wegen zu ermitteln (Untersuchungsgrundsatz; § 24 VwVfG). Der Untersuchungsgrundsatz ist von maßgeblicher Bedeutung für das gesamte Verwaltungsverfahren, wonach alle die für den Einzelfall erheblichen Tatsachen in eigener behördlicher Verantwortung zu erheben sind. Selbst wenn die Tätigkeit einer Behörde von einem Antrag abhängt, richtet sich das weitere Verfahren nach dem Amtsermittlungsgrundsatz, der von den Behörden die eigenständige Ermittlung aller Umstände verlangt, die für die Entscheidung über den Antrag bedeutsam sind. Nehmen Behörden diese Untersuchungspflicht nicht oder nicht vollständig wahr, so stellt dieses Unterlassen notwendiger Ermittlungen eine Amtspflichtsverletzung dar.
Das gilt auch im Bereich der Verwaltungsgerichtsbarkeit, wo die Erforschung des Sachverhalts von Amts wegen nicht an das Vorbringen oder die Beweisanträge der Beteiligten gebunden ist (§ 86 VwGO). Schriftsätze werden hier den Beteiligten von Amts wegen übermittelt (§ 86 Abs. 4 VwGO).

### Strafrecht
Das Antragsprinzip gilt im Strafrecht nur ausnahmsweise bei Bagatellfällen, die einen Strafantrag des Geschädigten oder Verletzten voraussetzen (Antragsdelikte). Wird hierbei kein Strafantrag gestellt, kommt es auch nicht zu einem Ermittlungsverfahren, es sei denn, es wird das besondere öffentliche Interesse an einem Einschreiten von Amts wegen bejaht (was bei manchen, aber nicht allen Antragsdelikten möglich ist). Der Strafantrag ist beim Antragsdelikt also Voraussetzung für eine Strafverfolgung. Dies gilt jedoch nicht für die meisten anderen Delikte. Offizialdelikte sind alle übrigen Straftaten, die von Amts wegen ohne Rücksicht auf den Willen des Verletzten behördlich verfolgt werden müssen. In der Strafjustiz ist das jeweils zuständige Ermittlungsorgan bei den Offizialdelikten von Amts wegen und ohne dass ein Strafantrag des Verletzten oder Geschädigten vorliegen müsste, zur Ermittlung und Strafverfolgung verpflichtet (§ 152 Abs. 2 StPO). Nach dem Amtsermittlungsgrundsatz ist die Beweisaufnahme von Amts wegen auf alle Tatsachen und Beweismittel zu erstrecken, die für die Entscheidung von Bedeutung sind, um die Wahrheit zu erforschen. Da der Staat durch das Strafurteil repressiv handelt, ist er dafür verantwortlich, den Sachverhalt selbst objektiv zu erforschen; er kann es nicht allein den „Parteien“ – der Staatsanwaltschaft und der Verteidigung – überlassen, Be- und Entlastendes zusammenzutragen (§ 244 Abs. 2 StPO).
Strafverfolgung ist damit eine staatliche Aufgabe. Die Offizialmaxime verlangt, dass Straftaten von Amts wegen verfolgt werden müssen. Bei der Verfolgung muss die Staatsanwaltschaft von Amts wegen die Entscheidungsgewalt über den Gang und Abschluss des Ermittlungsverfahrens behalten. Daher wird sie als „Herrin des Ermittlungsverfahrens“ bezeichnet. Eine „Rücknahme der Anzeige“ beendet das Verfahren nicht, kann allerdings zu dessen Einstellung führen. Ersetzt die Staatsanwaltschaft in den gesetzlich vorgesehenen Fällen (z. B. § 232, § 248a, § 303c StGB) den fehlenden Strafantrag durch die Bejahung des besonderen öffentlichen Interesses, dann ist das gerichtlich nicht anfechtbar, weil der Beschuldigte durch diese Entscheidung nicht in seinen Rechten verletzt wird.
Im Strafverfahren muss mit den gesetzlich zulässigen Beweismitteln ohne Bindung an die Beweisanträge der Parteien von Amts wegen sorgfältig die Wahrheit erforscht werden. In der Praxis ist in der Regel zuerst die Polizei mit einer Straftat beschäftigt. Beim so genannten ersten Zugriff (§ 163 StPO) besteht nämlich die größte Chance, eine Tat aufzuklären. Der Umfang der Ermittlungen richtet sich auch nach der Bedeutung der Sache (Nr. 4–6 RiStBV). Im Hauptverfahren ermittelt der Richter von Amts wegen erneut nach allen Seiten eigenständig die angeklagte Tat, ohne sich auf die Ermittlungsergebnisse von Polizei und Staatsanwaltschaft und die Beweisanträge der Verteidigung zu verlassen. Der Strafrichter hört die Zeugen noch einmal selbst, besichtigt den Tatort und prüft Originalurkunden selbst oder beauftragt Sachverständige. Weil kein Unschuldiger verurteilt werden darf, ist der Tatrichter zur bestmöglichen Aufklärung des Sachverhaltes verpflichtet. Die in vielen Fällen zugelassene Berufungsverhandlung führt gegebenenfalls zu einer erneuten Beweisaufnahme vor dem Berufungsgericht.
Nach dem Amtsermittlungsgrundsatz sind Strafgerichte und Anklagebehörden im kontinentaleuropäischen Strafrecht dazu verpflichtet, alle der Wahrheitsfindung dienenden bekannten Tatsachen „ex officio“ in das Verfahren einzuführen und gegebenenfalls auch eigene Nachforschungen anzustellen. Ähnliche Regelungen bestehen in den Ländern des romanischen Rechtskreises, wo das Ermittlungsgericht von Amts wegen tätig wird.

### Steuerrecht
Zentrale Norm für die Amtsermittlung in Steuersachen ist § 88 AO, der klarstellt, dass die Finanzbehörde an das Vorbringen der Beteiligten nicht gebunden ist. Dabei sind auch die für die Beteiligten günstigen Umstände – wie im Strafprozess – zu berücksichtigen. Die Finanzbehörde bedient sich dabei der in § 92 AO abschließend aufgezählten Beweismittel. Typischer Fall der steuerlichen Amtsermittlung ist die Steuerfahndung (§ 76 Abs. 1 FGO). Auch das Finanzgericht erforscht den Sachverhalt von Amts wegen, hat dabei die Beteiligten heranzuziehen und den gesamten Prozessstoff vollständig und einwandfrei zu berücksichtigen (§ 96 Abs. 1 FGO).

### Sonstige Amtsermittlungsverfahren
Ist die Kraftfahrzeugsteuer nicht entrichtet worden, so hat die Zulassungsbehörde auf Antrag der für die Verwaltung der Kraftfahrzeugsteuer zuständigen Behörde den Fahrzeugschein einzuziehen, etwa ausgestellte Anhängerverzeichnisse zu berichtigen und das amtliche Kennzeichen zu entstempeln (Abmeldung von Amts wegen; § 14 KraftStG).
Auch im sozialrechtlichen Verwaltungsverfahren gilt der Amtsermittlungsgrundsatz (§ 20 SGB X). Bei den meisten Sozialleistungen muss die Behörde aber erst auf einen Antrag tätig werden, Leistungen in der gesetzlichen Unfallversicherung sind hingegen von Amts wegen zu erbringen, soweit sich aus den Vorschriften für die einzelnen Versicherungszweige nichts Abweichendes ergibt (§ 19 SGB IV).
Auch die InsO enthält in § 5 Abs. 1 InsO einen Amtsermittlungsgrundsatz, wonach das Vermögen des Schuldners durch das Insolvenzgericht von Amts wegen zu ermitteln ist. Das Insolvenzgericht übernimmt hierbei die Aufgabe, im Interesse der Gläubiger eine möglichst große Insolvenzmasse – unabhängig vom eingesetzten Insolvenzverwalter – zu ermitteln.

## Österreich
Der Grundsatz der Amtswegigkeit, der auch als Offizialprinzip bezeichnet wird, umfasst zwei grundlegende Aspekte:
- Grundsätzlich muss jeder der Kriminalpolizei oder Staatsanwaltschaft zur Kenntnis gelangte Verdacht einer Straftat in einem Ermittlungsverfahren von Amts wegen aufgeklärt werden (Verfolgungspflicht, Legalitätsprinzip). Das hat zur Folge, dass eine einmal erstattete Anzeige nicht mehr zurückgezogen werden kann. Eine Einschränkung dieses Grundsatzes bilden die Ermächtigungsdelikte, bei denen die Staatsanwaltschaft nur mit Ermächtigung des Opfers die Verfolgung aufnehmen darf. Außerdem gibt es eine Ausnahme vom Grundsatz der Amtswegigkeit bei der Strafverfolgung in Form der Privatanklagedelikte, bei denen das Opfer selbst die Anklage einzubringen hat. Auch die Verfolgung im Rahmen einer Subsidiaranklage stellt eine Ausnahme vom Offizialprinzip dar, da hier ein Privatbeteiligter die von der Staatsanwaltschaft eingestellte Verfolgung als Subsidiarankläger aufrechterhält.
- Im Hauptverfahren hat das Gericht die der Anklage zugrunde liegende Tat und die Schuld des Angeklagten von Amts wegen aufzuklären.

## Schweiz
In der Schweiz ist der Begriff bekannt. So ist beispielsweise geregelt, dass das Schweizerische Bundesstrafgericht die Öffentlichkeit über seine Rechtsprechung (Art. 63 Abs. 1 StBOG) insbesondere durch die regelmäßige Veröffentlichung im Internet von Amts wegen informiert (Art. 3 Satz 1 Reglement des Bundesstrafgerichts über die Grundsätze der Information). Das Prinzip der Rechtsanwendung «von Amtes wegen» verpflichtet den Richter, auf den festgestellten Sachverhalt jenen Rechtssatz anzuwenden, den er als den zutreffenden ansieht, und ihm auch die Auslegung zu geben, von der er überzeugt ist. Nach Art. 12 VwVG stellt eine Behörde den Sachverhalt von Amtes wegen fest.